# Iraklia (Macedonia Centrale)
Iraklia (in greco Ηράκλεια?) è un comune della Grecia situato nella periferia della Macedonia Centrale (unità periferica di Serres) con 22.695 abitanti secondo i dati del censimento 2001.
A seguito della riforma amministrativa detta Programma Callicrate in vigore dal gennaio 2011 che ha abolito le prefetture e accorpato numerosi comuni, la superficie del comune è ora di 452 km² e la popolazione è passata da 13.173 a 22.695 abitanti.